# Nagy János (államtitkár)
Nagy János (Berettyóújfalu, 1981. november 27. - ) magyar politikus (Fidesz), 2022 óta Miniszterelnöki Irodát vezető államtitkár.

## Életpályája
Berettyóújfalun született 1981. november 27-én. Iskoláit Bárándon kezdte. Középiskolai tanulmányait 1996 és 2000 között végezte a Debreceni Református Kollégium Gimnáziumában, majd 2005-ben a Károli Gáspár Református Egyetem Bölcsészettudományi Karán szerzett történész diplomát.
2003-tól 2005-ig a Szövetség a Polgári Magyarországért Alapítvány munkatársa, majd 2005 és 2006 között a Fidesz Elnöki Kabinetjének tagja. 2006-től az Országgyűlés Hivatalában dolgozott, majd 2010-től a Miniszterelnökség munkatársaként tevékenykedett. 2015 óta a Miniszterelnöki Kabinetiroda államtitkára, 2022-től Miniszterelnöki Irodát vezető államtitkár.
Két leánygyermek édesapja.

## Díjai, elismerései
Pro Urbe-díj,  Báránd, 2022

## Nyelvismerete
- Német (középfokú)
- Latin (középfokú)
- Angol (alapfokú)